# ジュメイラ・レイク・タワーズ
ジュメイラ・レイク・タワーズ（Jumeirah Lake Towers）は、アラブ首長国連邦のドバイに建設中の巨大人工都市。深さ4 mの4つの人工の湖（Lake Al as West, Lake Almas East, Lake Elucio, Lake Allure）に沿って3つの区画からなり、中央部は66階建て、その他は35階から45階の高層ビル（その多くは住宅）が2011年末までに合計で79棟建設される。2008年末までに25棟の高層ビルが完成した。ジュメイラ・レイク・タワーズのビル群の一部はジュメイラ・アイランズが見渡せる護岸に沿って配されている。
中央部の人工島にあるアルマスタワー（Almas Tower）（アラビア語でダイアモンドの意味）はシンボル的な存在で、74階建て（360 m）。大成建設の建設で完成した。ブルジュ・ハリファに次ぎ、2009年現在、ドバイで2番目に高いビルである。